# 박래학

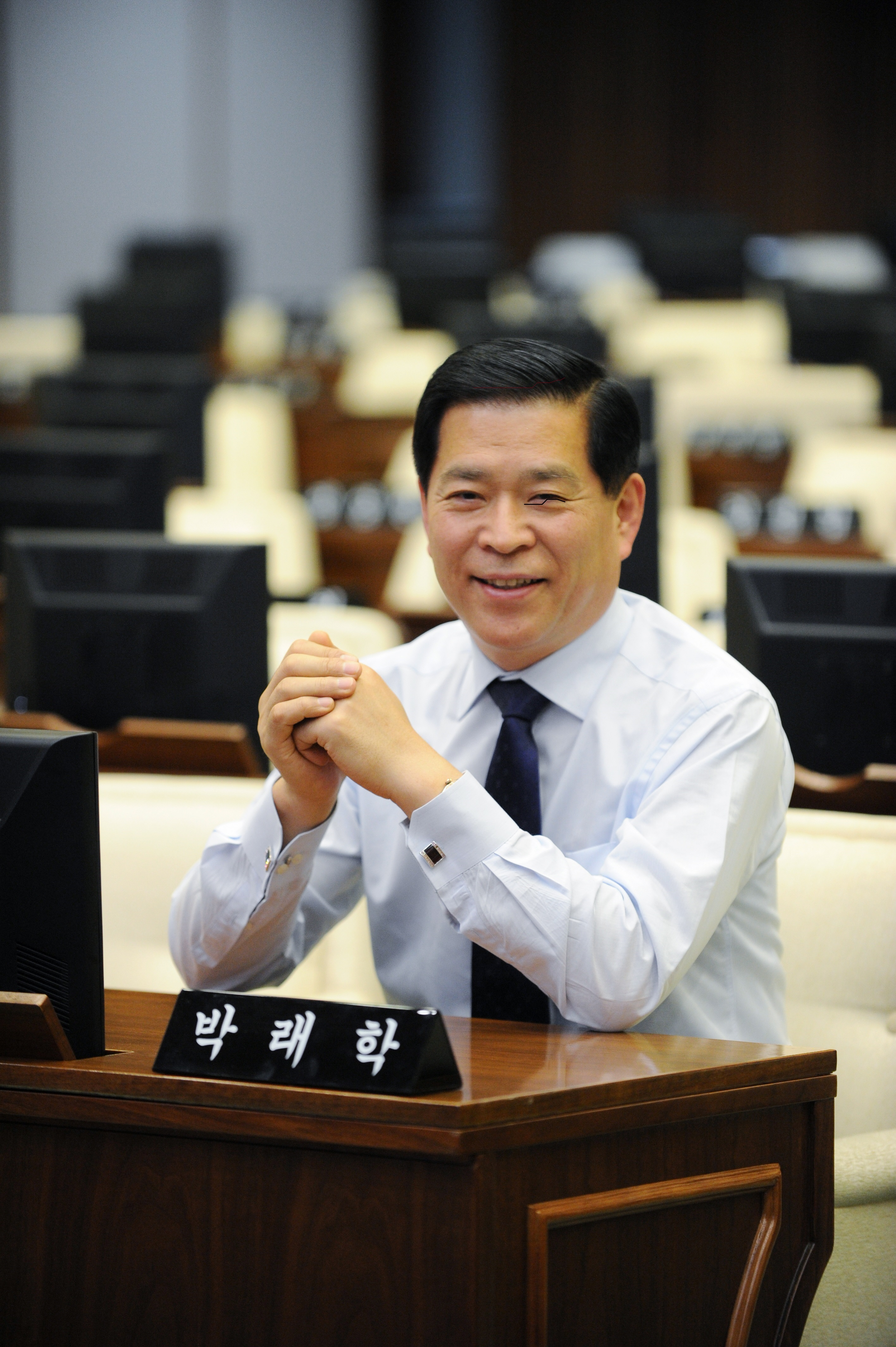

박래학(朴來學, 1954년 1월 21일 ~ , 전라남도 함평군)은 대한민국의 제6·7·8·9대 서울특별시의원, 제2대 서울특별시 광진구의원이다.

## 학력
- 광주상업고등학교 졸업
- 한국방송통신대학교 행정학과 학사 졸업

### 비학위 수료
- 퍼시픽예일대학교 대학원 경영학과 석사 졸업
- 호남대학교 산업경영대학원 경영학과 석사 과정 졸업
- 건국대학교 대학원 법학과 법학전공 박사 과정 휴학

## 경력
- 1995.07 ~ 1998.06 제2대 서울특별시 광진구의회 의원
- 1995 ~ 1996 민주당 서울시당 광진구 지구당 부위원장
- 1996 ~ 1999 새정치국민회의 서울시당 광진구 을 지구당 부위원장
- 1999 ~ 2003 새천년민주당 서울시당 광진구 을 지구당 부위원장
- 2001.01 ~ 2016.08 위니아대화유통 대표이사
- 2002.07 ~ 2006.06 제6대 서울특별시의회 의원
- 2002.10 ~ 2003.02 서울특별시의회 장묘문화개선특별위원회 위원장
- 2003.10 ~ 2004.10 제6대 서울특별시의회 예산결산특별위원회 위원장
- 2004 ~ 2008 광진경찰서 청소년 육성회 회장
- 2008.06 ~ 2010.06 제7대 서울특별시의회 의원
- 2010.07 ~ 2014.06 제8대 서울특별시의회 의원
- 2013.10 ~ 2014.06 제8대 서울특별시의회 예산결산특별위원회 위원장
- 2014.07 ~ 2018.03 제9대 서울특별시의회 의원
- 2014.07 ~ 2016.07 제9대 서울특별시의회 전반기 의장
- 2015.09 ~ 2016.06 제14대 전국시도의회의장협의회 후반기 회장

## 수상
- 2015 한국언론사협회 대한민국지역사회공헌대상 지역사회공헌 특별대상
- 2015 몽골 울란바토르 최고훈장

## 역대 선거 결과
|  | 37.74% |

|  | 45.78% |

|  | 50.55% |

|  | 26.09% |

|  | 63.29% |

|  | 59.27% |

|  | 55.07% |